# James Hamilton, 4. vévoda z Hamiltonu
James Hamilton, 4. vévoda z Hamiltonu (James Hamilton, 4th Duke of Hamilton, 1st Duke of Brandon, 4th Marquess of Clydesdale, 4th Earl of Arran, 3rd Earl of Lanark, 4th Baron Aven and Innerdale, 3rd Baron Machanshire and Polmont, 1st Baron of Dutton) (11. dubna 1658, Hamilton Palace, Skotsko – 15. listopadu 1712, Londýn, Anglie) byl skotský šlechtic z významného rodu Hamiltonů. Uplatnil se v armádě, diplomacii a u dvora, od roku 1698 užíval titul vévody z Hamiltonu a byl rytířem Podvazkového řádu. Zahynul v souboji, který byl vyústěním dlouholetého příbuzenského sporu o dědictví.

## Kariéra
Pocházel z rodu Douglasů, ale jeho otec William Douglas, 1. hrabě ze Selkirku (1634-1694), po sňatku s Anne Hamilton, 3. vévodkyní z Hamiltonu, přijal jméno Hamilton. Studoval na univerzitě v Glasgow, poté absolvoval kavalírskou cestu po Evropě, po návratu vstoupil do dvorských služeb, byl komořím Karla II. a Jakuba II. (1679-1688). V letech 1683-1685 a 1686 byl vyslancem ve Francii, v roce 1687 byl jmenován rytířem Bodlákového řádu, za vlády Jakuba II. byl krátce správcem královského šatníku (Master of the Great Wardrobe, 1688-1689). Po pádu Jakuba II. odmítl přijmout vládu Viléma Oranžského a byl vězněn v Toweru. Po otci nezdědil žádné tituly, protože byl předurčen především jako dědic matky. Po její rezignaci v roce 1698 převzal celou titulaturu vymřelého rodu Hamiltonů a stal se čtvrtým vévodou z Hamiltonu. V roce 1699 byl znovu jmenován královským komořím. Souběžně sloužil v armádě, v roce 1685 byl jmenován plukovníkem, později dosáhl hodnosti generálporučíka (1693).
Vrcholu kariéry dosáhl za vlády královny Anny, kdy se stal reprezentantem skotských peerů ve Sněmovně lordů (1708-1712), i když jej angličtí peerové na jednání Horní sněmovny nechtěli vpustit. V roce 1710 byl jmenován členem Tajné rady, byl též místodržitelem v hrabství Lancashire (1710-1712). V roce 1711 obdržel britský titul vévody z Brandonu vycházející ze spříznění s vymřelou větví rodu Gerardů, v roce 1712 získal Podvazkový řád. V srpnu 1712 byl znovu jmenován vyslancem ve Francii, kam ale již nestihl odjet. Téhož roku se jako generální polní zbrojmistr (Master General of the Ordnance) stal členem britské vlády.
Souboj mezi vévodou z Hamiltonu a 4. baronem Mohunem byl vyústěním dlouholetých majetkových sporů plynoucích ze závěti 2. hraběte z Macclesfieldu. Ten zemřel v roce 1701 a ve své závěti opomněl jak svého bratra, tak i sestry, a majetek odkázal 4. baronu Mohunovi, který byl manželem jedné z jeho neteří. Příbuzní vyloučení ze závěti se ji pochopitelně snažili soudně změnit, po smrti 3. hraběte z Macclesfieldu pokračoval v justičním sporu vévoda z Hamiltonu, který byl ve vztahu k 2. hraběti z Macclesfieldu v identickém příbuzenském vztahu jako baron Mohun. Vévoda Hamilton soudní spor nakonec vyhrál, ale nepřátelství mezi ním a baronem Mohunem přetrvávalo a nakonec vyústilo v souboj, který se odehrál 15. listopadu 1712 v londýnském Hyde Parku. I když výzva k souboji vycházela ze soukromého sporu o dědictví, měla i politické pozadí. Baron Mohun patřil ke straně whigů a stoupencům vévody Marlborougha, zatímco vévoda Hamilton inklinoval k toryům a jako čerstvě jmenovaný vyslanec ve Francii měl za úkol vyjednat mírové podmínky v závěru války o španělské dědictví. Oba duelanti v souboji zemřeli. Jejich sekundanti plukovník John Hamilton a generál George Macartney se souboje aktivně zúčastnili a oba byli obviněni z účasti na vraždě. Zatímco John Hamilton byl odsouzen a uvězněn, George Macartney před trestem uprchl do Německa.

## Rodina

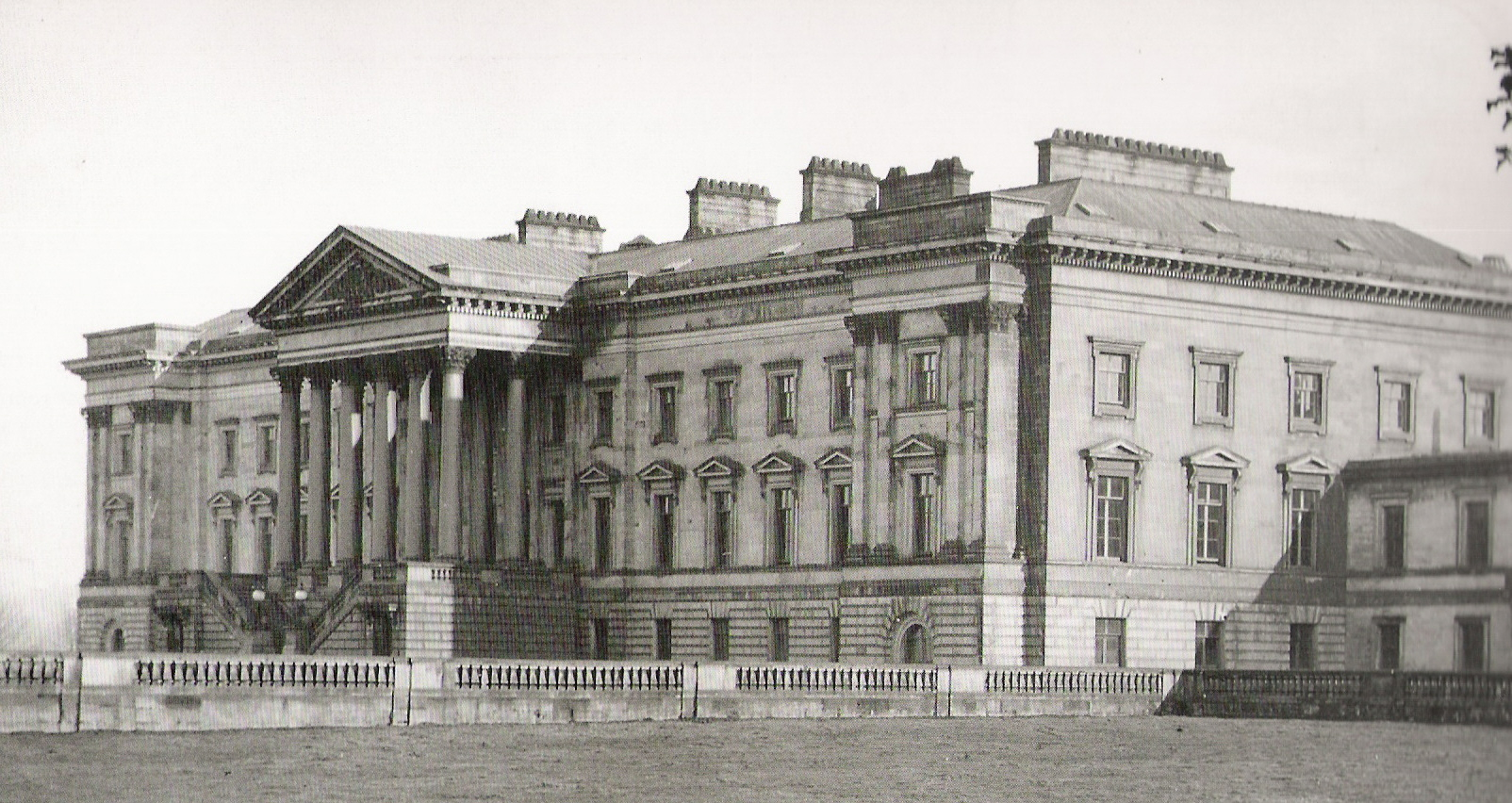
Hlavní rodové sídlo Hamilton Palace ve Skotsku

Poprvé byl ženatý s Anne Spencerovou (1666-1690), dcerou ministra Roberta Spencera, 2. hraběte ze Sunderlandu, po její smrti se podruhé oženil s Elizabeth Gerardovou (1680-1743), neteří a dědičkou 2. hraběte z Macclesfieldu. Z druhého manželství měl sedm dětí, nejstarší syn, James Hamilton, 5. vévoda z Hamiltonu (1703-1743), původně sympatizoval s jakobity, ale později vstoupil do služeb Jiřího II. Druhorozený syn, lord William Hamilton (1706-1734), byl krátce členem Dolní sněmovny. Nejmladší syn, lord Anne Hamilton (1709-1748), sloužil v armádě a z jeho potomstva pochází současná linie vévodů z Hamiltonu. Mimoto 4. vévoda z Hamiltonu udržoval nemanželský poměr s Barbarou Fitzroyovou (1677-1737), dcerou Karla II. Z jejich vztahu pocházel nelegitimní syn Charles Hamilton (1691-1754), který žil ve Francii.
Vysokého postavení dosáhli také mladší bratři 4. vévody z Hamiltonu. Charles Hamilton, 2. hrabě ze Selkirku (1663-1739), sloužil v armádě, zastával funkce u dvora a vysoké posty ve Skotsku. John Hamilton, 1. hrabě z Ruglenu (1665-1744), působil také ve státních úřadech ve správě Skotska, nejmladší z bratrů lord Archibald Hamilton (1673-1754) byl dlouholetým poslancem Dolní sněmovny a guvernérem na Jamajce. Nejvýznamnějším z bratrů vévody z Hamiltonu se stal George Hamilton, 1. hrabě z Orkney (1666-1737), který v armádě dosáhl hodnosti polního maršála.